# パコ・ラバンヌ

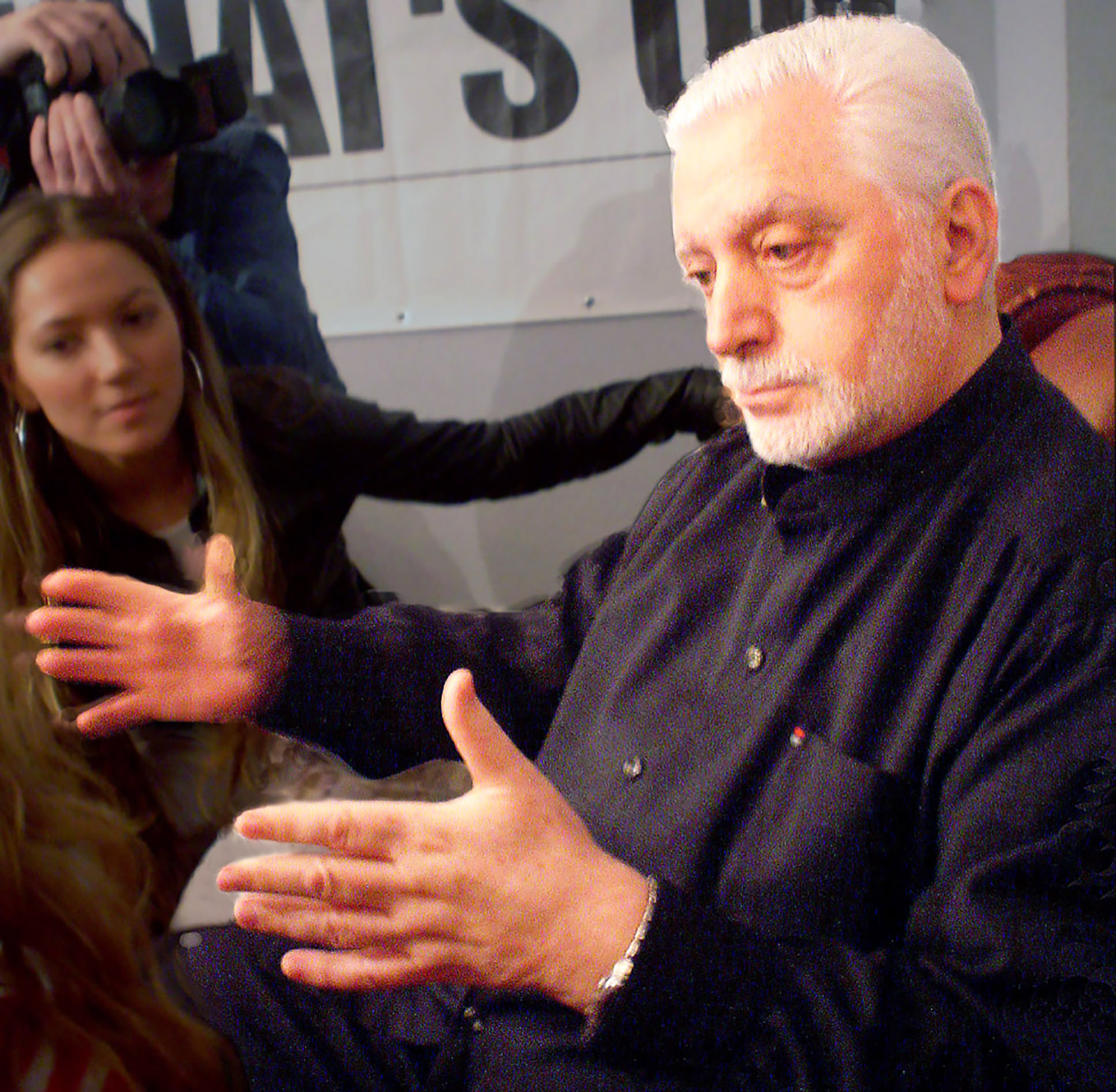
2006年

パコ・ラバンヌ（Paco Rabanne、1934年2月18日 - 2023年2月3日）は、スペインのファッションデザイナー。本名はフランシスコ・ラバネダ・クエルボ（Francisco Rabaneda Cuervo）。

## 経歴
1934年、スペインバスク地方ギプスコア県にて誕生。1939年にスペイン内戦が発生した為家族でフランスへ亡命後、パリ国立高等美術学校で建築を学ぶ。その後アクセサリーのデザインをバレンシアガなどの高級ブランドに提供し、キャリアを始めた。
1999年に引退。2010年にファッション界への多大なる貢献が認められ、フランスのレジオンドヌール勲章を受章した。
その後の余生はスペインバスク地方にて過ごしていたが、2023年2月3日、フランス北西部ブルターニュ地方の自宅にて死去。88歳没。この訃報を受けパコ・ラバンヌを傘下に持つ「プーチ」会長のマーク・プーチは「プーチのファッションとフレグランスのチームにとって、彼は重要なインスピレーションの源であり、パコ・ラバンヌ氏のラディカルでモダンなコードを表現するために、常に協力し合っているのです。彼の家族と彼を知る人々に、心からの哀悼の意を表します」とコメントをしている。